# Бивона
Бивона (итал. Bivona) — коммуна в Италии, располагается в регионе Сицилия, подчиняется административному центру Агридженто.
Население составляет 4225 человек, плотность населения составляет чел./км². Занимает площадь 88 км². Почтовый индекс — 92010. Телефонный код — 0922.
Покровителем населённого пункта считается Святая Розалия. Праздник ежегодно празднуется 3-4-5 сентября.